# Hulan Ergi
Hulan Ergi, tidigare stavat Fularki, är ett stadsdistrikt i Qiqihar i Heilongjiang-provinsen i nordöstra Kina.
Orten uppstod i början på 1900-talet som ett järnvägssamhälle vid Östra kinesiska järnvägen.